# عباس‌علی نصیری‌زاده
عباسعلی نصیری‌زاده نماینده فعال کارگری و آخرین نماینده حوزه انتخابیه یزد در مجلس شورای ملی در دوره بیست و چهارم بوده است.

## زندگی
عباسعلی نصیری‌زاده فرزند علی اکبر در سال ۱۳۰۳شمسی در محله گازرگاه یزد به دنیا آمد. او که دارای تحصیلات ابتدائی بود، از 9 سالگی در کارخانه هراتی یزد به کارگری مشغول شد. مدتی ریاست سازمان کارگران استان یزد را به عهده داشت و در ۱۳۵۴  در آخرین انتخابات دوره بیست و چهارم مجلس شورای ملی با کسب تعداد ۸۸۸۰ رأی از مجموع ۱۸ هزار و ۴۴۵ رأی از حوزه انتخابیه یزد به نمایندگی انتخاب شد. 
مشارالیه در سال 1361شمسی به دلیل بیماری قلبی از دنیا رفت. 
منبع: دانشنامه مشاهیر یزد، ج 3، ص1594 

## فعالیت اجتماعی
نماینده حوزه انتخابیه یزد در دوره بیست و چهارم مجلس شورای ملی (۱۳۵۴–۱۳۵۷).
عضو هیئت اجرایی‌سازان کارگران.
نماینده شورای حل اختلاف کارگران.
نماینده کارگران کارخانجات نساجی درخشان یزد.